# Rineloricaria heteroptera
Rineloricaria heteroptera es una especie de peces de la familia Loricariidae en el orden de los Siluriformes.

## Morfología
Los machos pueden llegar alcanzar los 13,3 cm de longitud total.

## Distribución geográfica
Se encuentra en el río Amazonas (cerca de Manaus, Brasil ).